# Cicerata
La cicerata, detta anche cicirata o cicirchiata, è un dolce natalizio riconosciuto tra i prodotti agroalimentari tradizionali italiani per la regione Basilicata ma molto diffusa anche in Calabria e, più in generale, in tutto il Mezzogiorno dove la sua tradizione tende a confondersi con quella degli struffoli, della pignolata, delle cartellate e della cicerchiata. L'etimologia del nome "cicerata" deriva da cece (cicer in latino) mentre quella della cicerchiata, con la quale si crea un'assonanza che potrebbe trarre in inganno, deriva da cicerchia.

## Descrizione e ingredienti
Si tratta di una grossa ciambella composta incollando con un particolare sciroppo tante palline di pasta fritte. Queste palline, simili ai ceci, vengono prodotte con un impasto di farina, uova, mandorle tostate ridotte in polvere. Lo sciroppo viene prodotto con miele, cioccolato fondente fuso e cacao; possono essere aggiunti pezzettini di frutta candita.